# Domeniile Coroanei României
A nu se confunda cu Reședințele Familiei Regale a României.
Domeniile Coroanei României sunt un grup de societăți comerciale sau proprietăți aparținând Statului Român, al căror venit este menit să asigure parțial finanțarea activităților instituției Coroanei României (Familia Regală a României și Casa Majestății Sale Regelui).
Veniturile realizate de Domeniile Coroanei vin în completarea listei civile și a altor sume obținute din fonduri private (donații etc.). Scopul funcționării Domeniilor Coroanei este acela de a face posibilă finanțarea normală a activităților Familiei Regale fără a împovăra excesiv bugetul de Stat (banii publici); de regulă, lista civilă, o sumă relativ mică, nu este suficientă pentru a asigura o finanțare îndestulătoare.

## Istoric
Domeniile Coroanei au luat naștere prin legea de la 9 iunie 1884, la inițiativa omului politic liberal Ion C. Brătianu. De la înființare, pentru o lungă perioadă de timp (1884-1913), funcția de Administrator al Domeniilor Coroanei a fost deținută de juristul și silvicultorul român Ioan Kalinderu.
În 1918, la solicitarea Majestății Sale Regelui Ferdinand I al României, Parlamentul a legiferat trecerea unei părți din terenul aparținând Domeniilor Coroanei în exploatarea - și, mai târziu, în proprietatea - țăranilor români (v. Reforma agrară din 1921).
În anul 1948, după lovitura de stat de la 30 decembrie 1947, Domeniile Coroanei au fost naționalizate [sic|] de comuniști, printr-o lege care constituie o absurditate juridică (v. Regimul juridic).
După 1989, Familia Regală a României nu a solicitat în justiție decât retrocedarea proprietăților care aparțin Regelui Mihai I (personale), nu și pe cele aparținând instituției Coroanei României

### Lista Administratorilor Domeniilor Coroanei
- Ioan Kalinderu, 1884-1913
- Barbu A. Știrbey, 1913-1927
- Ernest Ballif, 1927-1940
- Dimitrie Negel, 22 iulie 1942- 4 ianuarie 1948

## Componența: proprietăți tradiționale ce aparțin Domeniilor Coroanei
Conform Enciclopediei Minerva din anul 1929, următoarele proprietăți din România făceau parte, în mod tradițional, din Domeniile Coroanei: (apartenența moșiilor este făcută la județele antebelice)
Moșiile însumau 129.989 hectare, împărțite astfel:
- în județul Brăila 6.367 ha
- în județul Dolj: Sadova 19.353 ha; Segarcea 11.800 ha;
- în județul Ilfov: Cocioc 3.674 ha;
- în județul Neamț: Bicaz 13.224 ha;
- în județul Prahova: Gherghița 2.900 ha; Clăbucetul cu Caraimanul 1.953 ha;
- în județul Râmnicu-Sărat: Domnița 5.487 ha;
- în județul Suceava: Mălini 27.405 ha; Borca 17.871 ha; Sabasa și Farcașa 3.955 ha;
- în județul Vaslui: Dobrovăț 6.300 ha.

În perioada 1900-1901, Domeniul Coroanei avea douăsprezece moșii amplasate în toată România cu o suprafață totală de 132112 hectare, din care 84000 ha de pădure și 48000 ha teren agricol. Administrativ, Domeniile aveau zece circumscripții care aveau fiecare câte un șef calificat în științele agricole și forestiere. Domeniul agricol era constituit din opt moșii aflate în majoritate în Muntenia. S-a avut grijă ca pământul să fie de cea mai bună calitate și culturile agricole beneficiau de îngrășăminte fosfatice. Pentru folosirea extensivă a întregii suprafețe de teren alocate, s-au asanat bălțile făcându-se lucrări de drenaj. Pe terenurile redate agriculturii, s-au plantat livezi și s-au cultivat plante furajere. Viile reprezentau circa 3.19% din total și se aflau îndeosebi pe terenul nisipos din Sadova și pe Domeniul Segarcii. S-au introdus mașini agricole, s-au înființat ferme și s-au ameliorat culturile. Ultima verigă a fost creșterea vitelor care beneficia de toată infrastructura furajeră astfel creată.  S-au adus vaci de Moldova pe care le-au încrucișat cu cele din rasa Algan cu scopul îmbunătățirii rasei de boi de tracțiune. Lângă Periș, pe Domeniul de la Cancioc s-a înființat în anul 1897 o lăptărie ce avea în anul 1901 160 de bovine. La Dubravăț se creșteau oile, în mod similar vacilor, s-au realizat încrucișări cu rase străine. Au existat și crescătorii de porci, precum și stupării la Mălini și Bicaz. De la agicultură s-a ajuns la industrie înființându-se fabrici de pânză, de morărit, de ceramică, pielării și tăbăcării. Ca atare, s-au construit birouri, locuințe pentru personalul muncitor, grajduri, ateliere și stâne. În plus, la Durovăț a fost înființată o herghelie unde s-a dorit îmbunătățirea rasei indigene de cai.

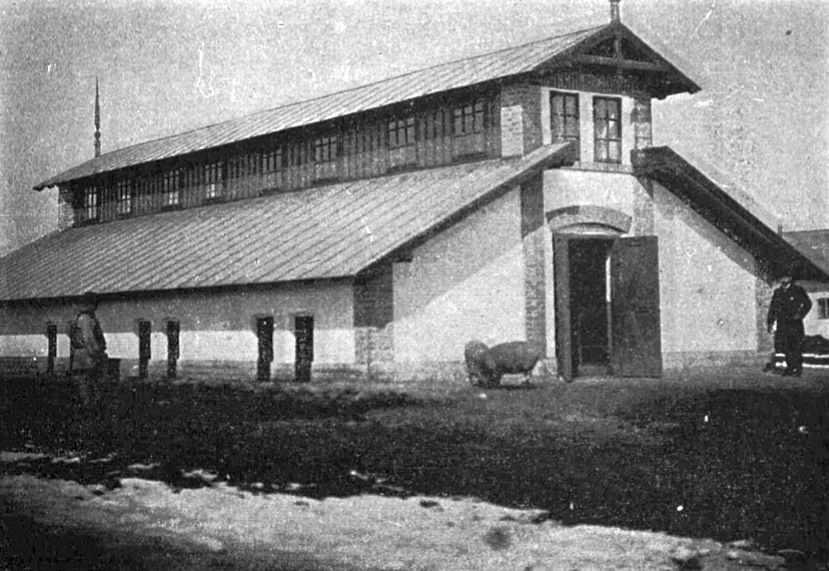
Ferma de porci de pe Domeniul Dobroveț
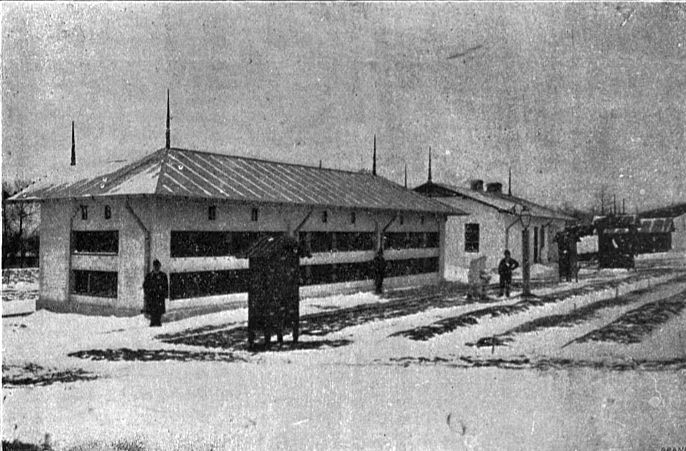
Stupăria de pe Domeniul Cocioc
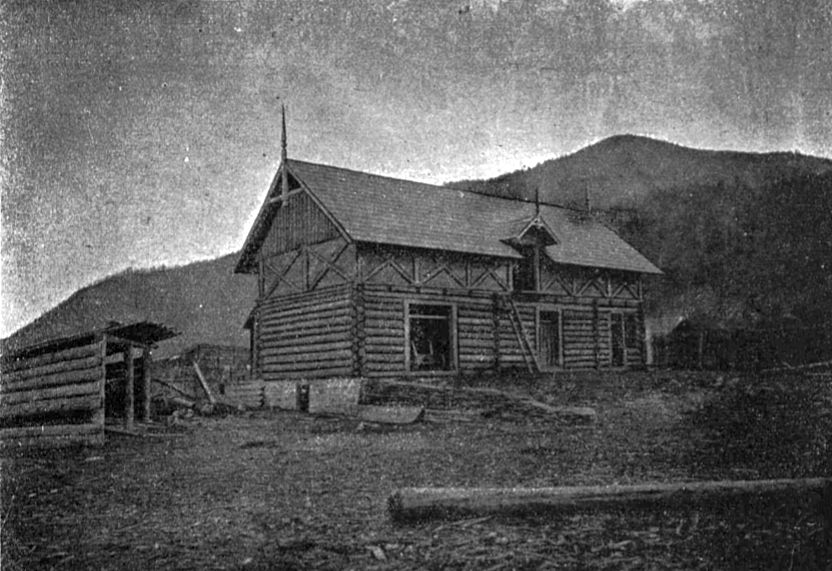
Grajduri de pe Domeniul Bicaz
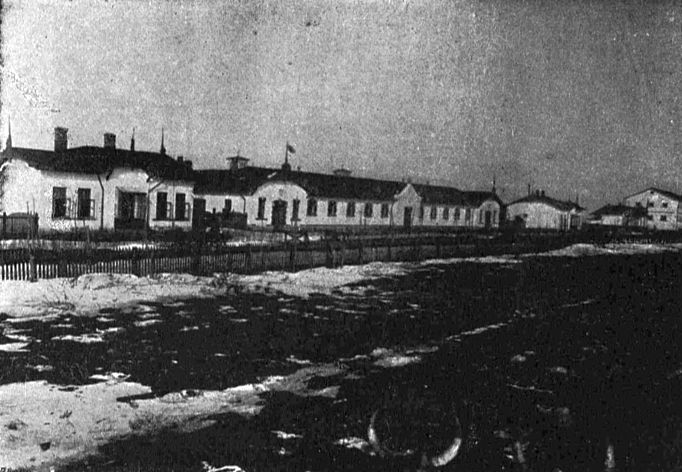
Lăptăria de pe Domeniul Periș

Pădurile din Domeniile Coroanei totalizau 84000 ha, dintre care 67000 ha la munte, 5000 la deal și 12000 la câmpie. Exploatabile forestier erau 97.3% și doar 2.7% erau neproductive. Pădurile erau de fag, brad, stejar, salcâm sau ulm. S-au realizat împăduriri în nisipurile Sadovei și exploatările de pădure urmau un sistem silvic strict. Transportul buștenilor recoltați până la gatere sau gări se făcea pe ape, căi ferate înguste sau pe drumurile de acces existente în acele timpuri. S-au construit circa 60 de kilometri de cale ferată și un funicular de 1.5km cu 6 locomotive care aveau o putere de 240 cai. Gaterele erau la Poiana Doamnei, Găinești și Borca la Mălini și la Piatra Corbului și Ața la Bicaz. La capitolul industrie s-au făcut ateliere pentru fabricarea porților, ferestrelor, vase de lemn, mobilă, etc. Au existat și parcuri pentru vânătoare, unul la Mălini și unul la Bicaz, la Dubroveț era o fazanerie, etc.

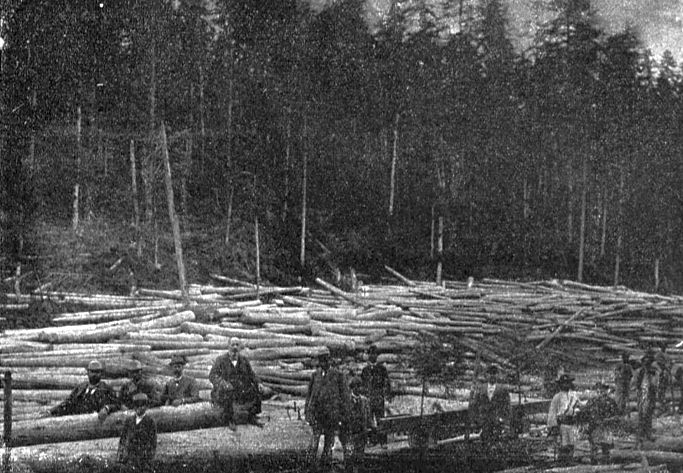
Arbori tăiați din pădurea de la Bicaz
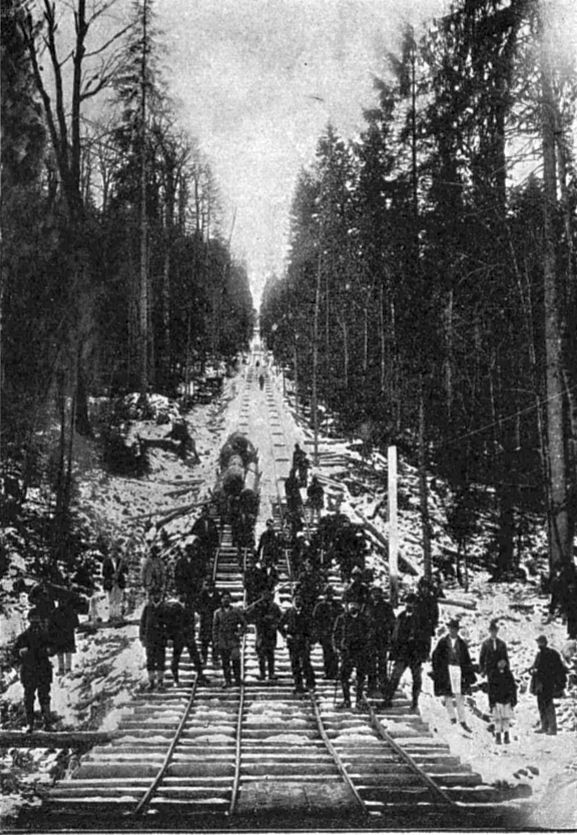
Tren funicular de la Mălini
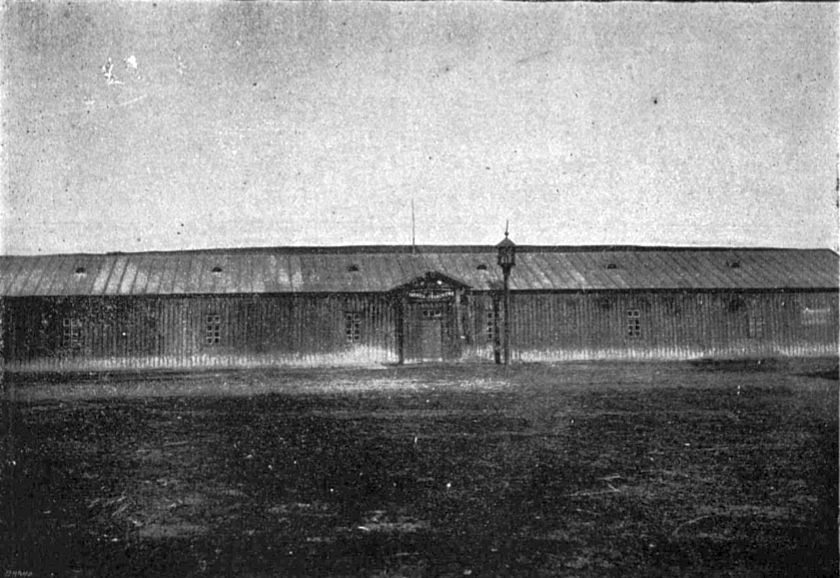
Frângherie pe Domeniul Dobroveț
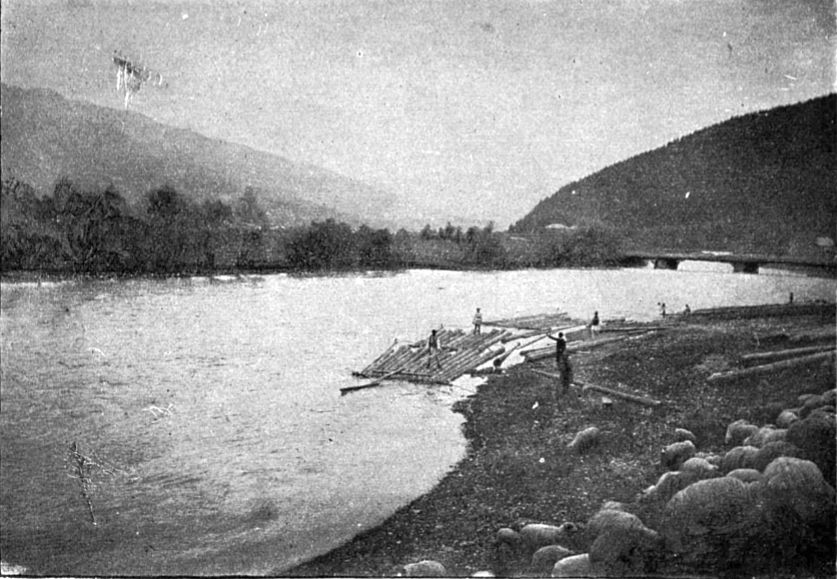
Plute cu lemne pe Bistrița

## Regimul juridic, proprietatea și impozitarea
Domeniile Coroanei sunt proprietatea Statului român; numai veniturile obținute din exploatarea lor comercială (uzufructul) sunt destinate susținerii activității Familiei Regale.
Proprietățile Domeniilor Coroanei nu pot fi vândute decât prin lege.
Prin legea de funcționare, proprietățile Domeniilor Coroanei nu plătesc impozite bugetului central, ci numai bugetelor locale (județe și comune).
În 1918, la solicitarea Majestății Sale Regelui Ferdinand I al României, Parlamentul a legiferat trecerea unei părți din terenul aparținând Domeniilor Coroanei în exploatarea - și, mai târziu, în proprietatea - țăranilor români (v. Reforma agrară din 1921).
După alungarea neconstituțională a Regelui Mihai I al României de către Petru Groza, Gheorghiu-Dej și armata rusă, petrecută la 30 decembrie 1947, comuniștii români au emis un act de naționalizare a Domeniilor Coroanei; din punct de vedere al Domeniilor, Legea naționalizării constituie o absurditate juridică, cu scop propagandistic, întrucât nu pot fi trecute în proprietatea Statului (naționalizate) bunuri care îi aparțin deja acestuia.
După 1989, Familia Regală a României nu a solicitat în justiție decât retrocedarea proprietăților care aparțin Regelui Mihai I (personale).

## Domeniul viticol din Segarcea
Aflate în prezent în proprietate privată, domeniul viticol și cramele din Segarcea, județul Dolj, una dintre proprietățile ce aparțineau Domeniilor, și-au câștigat faima internațională pentru vinurile produse și exportate în multe țări ale lumii, sub denumirea comercială (brand-ul) „Domeniul Coroanei”..
Domeniul viticol Segarcea se numără printre furnizorii actuali ai Casei Regale a României. Unul dintre vinurile produse la Segarcea poartă numele Alteței Sale Regale Principesa Margareta a României.
În afară de Domeniul Segarcea, printre furnizorii actuali ai Casei Regale a României se află și alți producători de vinuri, cum ar fi Domeniile Tohani, care produce sortimentul ce poartă numele Alteței Sale Regale Principelui Radu al României.